# مک‌کینلی (آلاباما)
مک‌کینلی (به انگلیسی: McKinley) یک منطقهٔ مسکونی در ایالات متحده آمریکا است که در شهرستان مرنگو، آلاباما واقع شده‌است. مک‌کینلی ۱۰۳٫۰۲ متر بالاتر از سطح دریا واقع شده‌است.